# Candy Clark
Candace June Clark, conhecida artisticamente como Candy Clark (Norman, 20 de junho de 1947), é uma ex-modelo e atriz norte-americana de cinema e televisão.
Formada pela escola de ensino técnico "Green B. Trimble Technical High School", aos dezoito anos mudou-se do Texas para Nova York, onde trabalhou como modelo. Na grande metrópole e na psicodélica década de 1960, resolveu fazer algumas aulas de atuação, onde foi colega de Jeff Bridges. Depois de muitos testes fracassados em vários estúdios cinematográficos, foi descoberta por diretor de elenco, Fred Roos, que a levou para um teste de elenco do The Godfather. Não conseguiu o papel, mas conheceu o cineasta John Huston que a convidou para um papel em Fat City (1972) e trabalhou ao lado do colega Jeff Bridges. Sua atuação neste filme lhe rendeu um convite para atuar no papel que projetou a sua carreira, quando interpretou Debbie Dunham no clássico American Graffiti (1973). Com este trabalho, foi indicada ao Óscar de melhor atriz secundária de 1974. Candy voltou ao papel de Debbie Dunham na continuação do filme, em More American Graffiti de 1979.
Em 1976, trabalhou em The Man Who Fell to Earth, ao lado de David Bowie, em meio a uma crise de hepatite que lhe fez pesar 51 quilos. Neste mesmo ano, George Lucas, que foi o diretor de American Graffiti, cogitada para o papel da "Princesa Leia" de Star Wars, Candy Clark, mas a escolhida foi Carrie Fisher.
Em 1983, recebeu o Prêmio Saturno de melhor atriz coadjuvante em cinema pela sua atuação em Blue Thunder.
Apesar de seus trabalhos, na TV e no cinema, terem diminuído a partir da década de 1990, trabalhou em grandes produções como: Criminal Minds, Zodíaco, The Informant!, Twin Peaks.